# Entephria nigrofasciata
Entephria nigrofasciata là một loài bướm đêm trong họ Geometridae.